# Peter P. Smith
Peter Plympton Smith (ur. 31 października 1945) – amerykański polityk, członek Partii Republikańskiej. W latach 1989–1991 był przedstawicielem stanu Vermont w Izbie Reprezentantów Stanów Zjednoczonych. Wcześniej, w latach 1983–1987 był wicegubernatorem Vermontu.